# Светлая (Тверская область)
Светлая — деревня в Ржевском районе Тверской области России.

## История
В 1965 году Указом Президиума ВС РСФСР деревни Свинино 1-е и Свинино 2-е, объединены в один населенный пункт с присвоением названия Светлая.

## Население
| 2008 | 2010 |
| ---- | ---- |
| 223  | ↘153 |